# 克盧斯巴赫河 (弗賴巴赫河支流)
47°27′58″N 9°34′20″E / 47.46620°N 9.57226°E

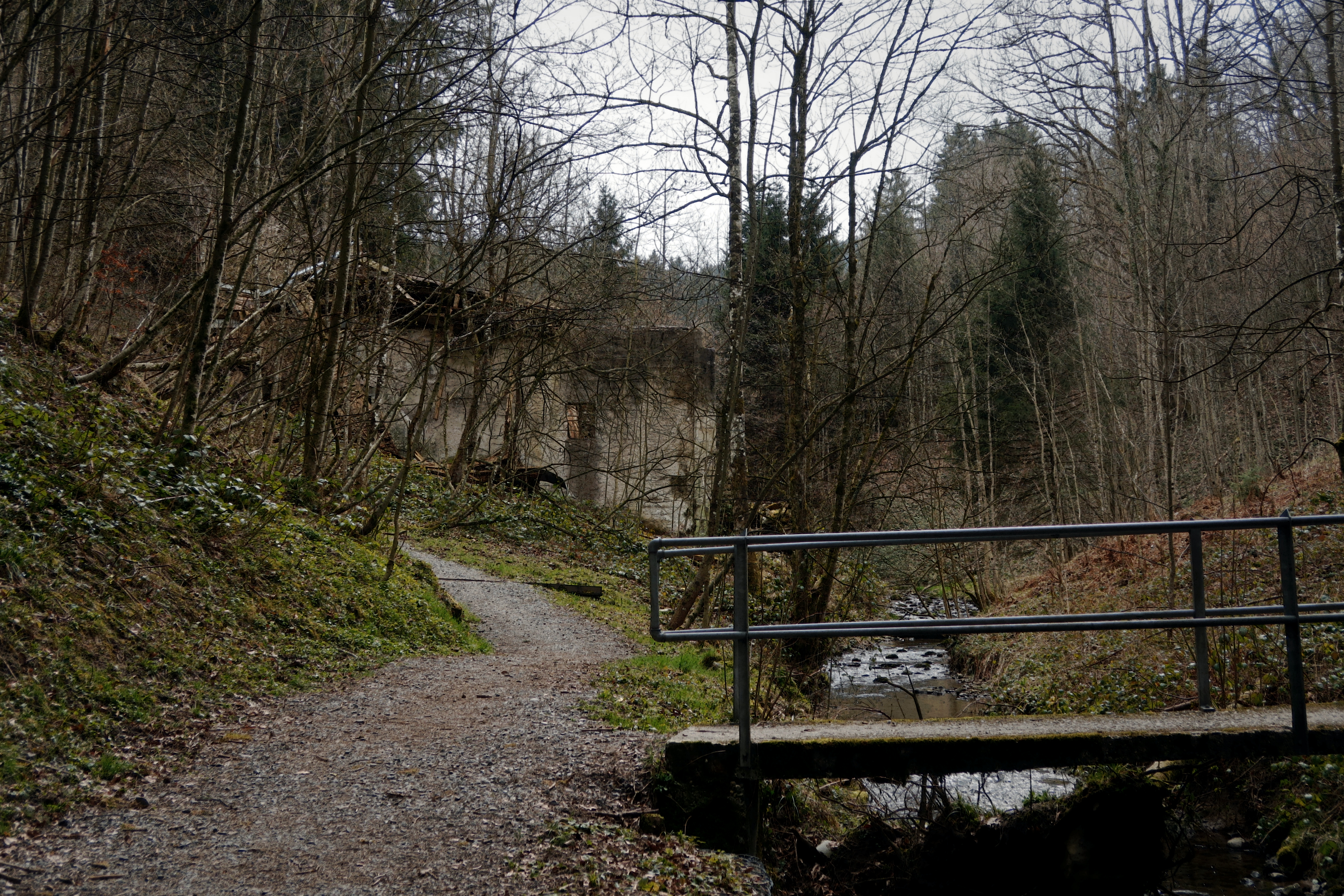

克盧斯巴赫河是瑞士的河流，位於該國東北部，流經外羅得阿彭策爾州和聖加侖州，屬於弗賴巴赫河的支流，河道全長5.3公里，流域面積7.6平方公里，河口處在塔爾附近。